# Royal Dinner
Die Kochsendung Royal Dinner (Originaltitel Repas de fête) ist eine Fernsehserie von Arte mit der Originalsprache Französisch. Für die deutsche Ausstrahlung wurde sie vollständig synchronisiert.

## Format
Die Fernsehserie konzentriert sich auf die Kochkunst mit einem Schwerpunkt auf das festliche Mahl. Gezeigt wird die Zubereitung eines mehrgängigen Menüs in der Küche bis zur Verkostung in geselliger Runde. Das Menü soll jeweils von einer bestimmten Epoche oder einem Ort inspiriert sein. Darüber unterhalten sich anschließend bei Tisch gemeinsam mit der Moderatorin und dem Koch die geladenen Gäste: Historiker, Soziologen, Literaturwissenschaftler, Nahrungsmittelproduzenten, Köche und Schriftsteller.

## Mitwirkende und Staffeln
Unter der Regie von Matthieu Valluet und gemeinsam mit der Journalistin Caroline Mignot als Moderatorin kochte stets Michel Roth für diese Dokumentationsreihe, eine Produktion von Arte France. Dabei entstanden in zwei Staffeln insgesamt 20 Folgen mit einer Dauer von jeweils 26 Minuten:
- Was Marie-Antoinette liebte. Deutsche Erstausstrahlung: Sa 21. Dezember 2013 arte
- Ein königliches Weihnachtsessen. Deutsche Erstausstrahlung: Sa 21. Dezember 2013 arte
- Geheimrezepte der Lyoner Küche. Deutsche Erstausstrahlung: Sa 21. Dezember 2013 arte
- Italienische Tafelgenüsse. Deutsche Erstausstrahlung: Mi 25. Dezember 2013 arte
- Japan: Im Reich der Gaumenfreuden. Deutsche Erstausstrahlung: Do 26. Dezember 2013 arte
- Kulinarische Köstlichkeiten aus Louisiana. Deutsche Erstausstrahlung: Sa 28. Dezember 2013 arte
- Ein russisches Festessen. Deutsche Erstausstrahlung: Sa 28. Dezember 2013 arte
- Belle Epoque und Grand Hotel. Deutsche Erstausstrahlung: Sa 28. Dezember 2013 arte
- Königlich speisen in Deutschland. Deutsche Erstausstrahlung: Do 2. Januar 2014 arte
- Kochen für den Präsidenten. Deutsche Erstausstrahlung: Fr 3. Januar 2014 arte
- Von kreolischen Düften und Gaumenfreuden. Deutsche Erstausstrahlung: Mo 15. Dezember 2014 arte
- Weihnachtsschmaus am Rheinufer. Deutsche Erstausstrahlung: Di 16. Dezember 2014 arte
- Ein Thanksgiving in Paris. Deutsche Erstausstrahlung: Mi 17. Dezember 2014 arte
- Die goldene Zeit der Brasserie. Deutsche Erstausstrahlung: Do 18. Dezember 2014 arte
- Hohe Kochkunst an Bord. Deutsche Erstausstrahlung: Fr 19. Dezember 2014 arte
- Avignon: Päpstliche Tafelrunde. Deutsche Erstausstrahlung: Mo 22. Dezember 2014 arte
- Schätze der iberischen Küche. Deutsche Erstausstrahlung: Di 23. Dezember 2014 arte
- Habsburger Tafelfreuden. Deutsche Erstausstrahlung: Mi 24. Dezember 2014 arte
- Marokko: Königliche Leckerbissen. Deutsche Erstausstrahlung: Do 25. Dezember 2014 arte
- China: Tausendjährige Kochtradition. Deutsche Erstausstrahlung: Sa 27. Dezember 2014 arte